# 힐러리 턱
힐러리 턱(Hillary Tuck, 1978년 7월 1일 ~ )은 미국의 배우이다.

## 출연 작품
- 특별수사대 (2014, April Rain) - 앤절라 역
- 비지테이션 (2006년)
- 와일드 카드 (2004년)
- 몬스터 (2001년)
- 쇼킹 패밀리 (1999년)
- 두 소녀 (1995년)
- 비밀 캠프 (1994년)

### 텔레비전
- 애들이 줄었어요: TV 쇼 (1997-2000)